# Убийство по заказу
«Убийство по заказу» (англ. The Hit List) — телефильм.

## Сюжет
Профессиональный убийца Чарли Пайк нанят адвокатом для убийства наркобаронов. Затем заказчик представляет Чарли вдову и просит разобраться с убийцами её мужа, умолчав о том что сам и сделал заказ на её мужа. Между вдовой и Чарли начинается роман, что отнюдь не способствует работе профессионального киллера.

## В ролях
- Джефф Фэйи — Чарли Пайк
- Джеймс Коберн — Питер Мэйхью
- Янси Батлер — Джордан Хэннинг
- Майкл Бич — детектив Эйкин
- Рэнди Оглсби — детектив Уилчер
- Чарльз Лэниер — капитан ДэБонт
- Джеймс Джуд Кортни — наёмный убийца